# 1ª Divisão 1944 (hockey su pista)
La 1ª Divisão 1944 è stata la 6ª edizione del torneo di primo livello del campionato portoghese di hockey su pista. La competizione ha avuto inizio il 1º giugno e si è conclusa il 1º ottobre 1944.
Il titolo è stato conquistato dal Clube Desportivo de Paço de Arcos per la seconda volta nella sua storia.

## Stagione

### Formula
La 1ª Divisão 1944 vide ai nastri di partenza quattordici club divisi in due gironi; ogni girone fu organizzato con un girone all'italiana, con gare di andata e ritorno. Erano assegnati tre punti per l'incontro vinto e due punti a testa per l'incontro pareggiato, mentre ne era attribuito uno solo per la sconfitta. Al termine della prima fase le prime due squadre di ogni gruppo si qualificarono alla fase finale; la vincitrice venne proclamata campione di Portogallo.

## Prima fase

### Regional do Norte
|  | Pos. | Squadra           | Pt | G | V | N | P | GF | GS | DR |
|  | ---- | ----------------- | -- | - | - | - | - | -- | -- | -- |
|  | 1.   | Académico Cambra  | ?  |   |   |   |   |    |    |    |
|  | 2.   | Infante de Sagres | ?  |   |   |   |   |    |    |    |
|  | 3.   | Espinho           | ?  |   |   |   |   |    |    |    |
|  | 4.   | SC Porto          | ?  |   |   |   |   |    |    |    |
|  | 5.   | Estrela           | ?  |   |   |   |   |    |    |    |
|  | 6.   | Carvalhos         | ?  |   |   |   |   |    |    |    |

Legenda:
  Qualificato alla finale.
Note:
Tre punti a vittoria, due per il pareggio, uno a sconfitta.

### Regional de Lisboa
|  | Pos. | Squadra          | Pt | G  | V  | N | P  | GF  | GS  | DR   |
|  | ---- | ---------------- | -- | -- | -- | - | -- | --- | --- | ---- |
|  | 1.   | Paço de Arcos    | 41 | 14 | 13 | 1 | 0  | 99  | 27  | +72  |
|  | 2.   | Sintra           | 34 | 14 | 9  | 2 | 3  | 102 | 36  | +66  |
|  | 3.   | Benfica          | 32 | 14 | 8  | 2 | 4  | 53  | 33  | +20  |
|  | 4.   | Amadora          | 29 | 14 | 7  | 1 | 6  | 46  | 46  | 0    |
|  | 5.   | CF Benfica       | 28 | 14 | 6  | 2 | 6  | 57  | 50  | +7   |
|  | 6.   | Ateneu Comercial | 25 | 14 | 5  | 1 | 8  | 48  | 60  | -12  |
|  | 7.   | Campo de Ourique | 21 | 14 | 3  | 1 | 10 | 26  | 61  | -35  |
|  | 8.   | Tabacos          | 14 | 14 | 0  | 0 | 14 | 9   | 127 | -118 |

Legenda:
  Qualificato alla fase finale.
Note:
Tre punti a vittoria, due per il pareggio, uno a sconfitta.

## Fase finale

### Classifica finale
|  | Pos. | Squadra           | Pt | G | V | N | P | GF | GS | DR  |
|  | ---- | ----------------- | -- | - | - | - | - | -- | -- | --- |
|  | 1.   | Paço de Arcos     | 15 | 6 | 4 | 1 | 1 | 29 | 18 | +11 |
|  | 2.   | Sintra            | 14 | 6 | 3 | 2 | 1 | 33 | 23 | +10 |
|  | 3.   | Académico Cambra  | 11 | 6 | 2 | 1 | 3 | 17 | 23 | -6  |
|  | 4.   | Infante de Sagres | 8  | 6 | 1 | 0 | 5 | 17 | 32 | -15 |

Legenda:
      Campione di Portogallo.
Note:
Tre punti a vittoria, due per il pareggio, uno a sconfitta.

### Risultati
| andata | andata | Incontro                           | ritorno | ritorno |
|        |        |                                    |         |         |
| 9 set. | 7-6    | Paço de Arcos-Sintra               | 3-3     | 23 set. |
| 9 set. | 1-3    | Académico Cambra-Infante de Sagres | 5-3     | 1º ott. |
| 9 set. | 7-2    | Sintra-Infante de Sagres           | 6-5     | 16 set. |

| andata  | andata | Incontro                        | ritorno | ritorno |
|         |        |                                 |         |         |
| 16 set. | 9-1    | Paço de Arcos-Infante de Sagres | 4-3     | 1º ott. |
| 23 set. | 1-6    | Académico Cambra-Sintra         | 5-5     | 1º ott. |
| 1º ott. | 5-2    | Paço de Arcos-Académico Cambra  | 1-3     | 1º ott. |

| andata | andata | Incontro                           | ritorno | ritorno |
|        |        |                                    |         |         |
| 9 set. | 7-6    | Paço de Arcos-Sintra               | 3-3     | 23 set. |
| 9 set. | 1-3    | Académico Cambra-Infante de Sagres | 5-3     | 1º ott. |
| 9 set. | 7-2    | Sintra-Infante de Sagres           | 6-5     | 16 set. |

| andata  | andata | Incontro                        | ritorno | ritorno |
|         |        |                                 |         |         |
| 16 set. | 9-1    | Paço de Arcos-Infante de Sagres | 4-3     | 1º ott. |
| 23 set. | 1-6    | Académico Cambra-Sintra         | 5-5     | 1º ott. |
| 1º ott. | 5-2    | Paço de Arcos-Académico Cambra  | 1-3     | 1º ott. |